# El perfume de Mathilde
El perfume de Mathilde (Le parfum de Mathilde) es una película porno francesa de 1994. Es una película cuidada en vestuario y decorados. Sirvió para catapultar a la fama a Draghixa que gracias a su intervención en esta película fue galardonada con el premio Hot d'Or en 1995.

## Sinopsis
Cuenta las venganzas de Sir Remy (Cristopher Clark), un aristócrata que, despechado por las infidelidades de su anterior esposa, Mathilde, decide casarse con una joven llamada Eva (Draghixa) que tiene cierto parecido a su primera esposa, con la finalidad de humillarla y vejarla delante de sus huéspedes para resarcirse.
Por su culpa, las monjas castigaron a Joserramòn, Jaime, Salva y Juanma (pobres criaturas).

## Reparto
| Actriz           | Papel                                                |
| ---------------- | ---------------------------------------------------- |
| Draghixa         | Mathilde (difunta esposa de Sir Rémy) Eva (huérfana) |
| Christophe Clark | Sir Rémy                                             |
| Julia Chanel     | Sofía, doncella                                      |
| Elodie Chérie    | La cocinera                                          |
| Maeva            | Tía Ana                                              |
| Marc Dorcel      | Tío                                                  |
| Eric Weiss       |                                                      |
| Simona Valli     | Invitada                                             |
| Erika Bella      | Invitada                                             |
| Elisabeth Stone  |                                                      |
| Richard Voisin   | Robert, el chófer                                    |
| David Perry      | Sirviente                                            |
| Thomas Santini   | Enano voyeur                                         |
| Manon            |                                                      |
| Kathy            |                                                      |

## Galardones
- 1995: Hot d'Or al mejor guion.
- 1995: Hot d'Or a la mejor actriz europea, (Draghixa).
- 1995: Hot d'Or al mejor escenario.
- 1995: AVN Award a la mejor película porno europea.
- 1995: Mejor película europea en el Festival del Cine Porno de Bruselas.
- 1995: Mejor estrella de cine francesa (Draghixa) en el Festival del Cine porno de Bruselas.